# Pietro Alfonsi
Pietro Alfonsi, conosciuto prima della conversione al cristianesimo come Mosè Sefardi (in spagnolo Pedro Alfonso; in latino Petrus Alphonsi; in catalano Pere Alfons; ... – dopo il 1116), è stato uno scrittore, teologo e astronomo spagnolo, una figura fondamentale per la diffusione delle conoscenze arabe e orientali nell’Europa latina.

## Biografia

### Educazione e battesimo
Pietro Alfonsi nacque nella seconda metà dell'XI secolo nella penisola iberica, ma le esigue informazioni biografiche non permettono di individuare un luogo di nascita né una data precisi. Dalle sue opere emerge una conoscenza approfondita sia dei testi religiosi ebraici, cristiani e musulmani (e delle rispettive lingue in cui sono scritti) sia di discipline secolari (in particolare astronomia, matematica e medicina). Per la varietà e qualità delle sue conoscenze si può affermare che sia nato e si sia formato in al-Andalus, la parte della penisola iberica che si trovava sotto il controllo islamico). Nel prologo del Dialogus contra Iudaeos dichiara di essersi convertito al cristianesimo il 29 giugno del 1106 a Huesca, nel Regno d'Aragona (il dominio arabo sul territorio si concluse nel 1096 per opera di Pietro I d’Aragona) e di essere stato battezzato da Stefano, vescovo di Jaca e Huesca. Il suo nome pre-battesimale, Mosè Sefardi, indicava la sua appartenenza alla comunità ebraica spagnola; per questo, in occasione del battesimo, decise di cambiare nome scegliendo quello di Petrus Alphonsi (Alphonsi è declinato al genitivo latino: Pietro di Alfonso). Scelse il nome Pietro in onore dell’apostolo Pietro, fondatore della Chiesa di Roma, e santo a cui è dedicato il giorno in cui Alfonsi si battezzò, e il patronimico Alfonsi in onore del gloriosus Hispaniae imperator. Riguardo all’identità di quest'ultimo sovrano, che avvicinò Pietro Alfonsi alla fede cristiana, gli studiosi si dividono: è forse più logico pensare che sia Alfonso I d’Aragona, essendo Huesca in Aragona; ma è necessario considerare anche la possibilità che il re interpellato da Pietro Alfonsi sia Alfonso VI di Castiglia e León, in ragione della sua politica di tolleranza verso gli ebrei e in virtù del fatto che in varie circostanze si sia voluto denominare “imperator”.

### Il soggiorno in Inghilterra e gli spostamenti successivi
Dopo la sua conversione, ma prima del 1116, Alfonsi si trasferì in Inghilterra, ove fu il medico personale di re Enrico I (che regnò dal 1110 al 1135). In questo periodo fu probabilmente in contatto con Adelardo di Bath e fu maestro di Walcher di Malvern, a cui trasmise le consocenze arabe in materia di astronomia e il quale, traducendo e commentando il sapere del maestro, scrisse la Sententia Petri Ebrei, cognomento Anphus, De dracone, quam Dominus Walcerus prior Maluernensis ecclesie in latinam transtulit linguam.
Dopo il soggiorno in Inghilterra si trasferì in Francia, luogo in cui probabilmente scrisse l’Epistola ad peripateticos. Successivamente tornò in territorio iberico entro l’aprile del 1121, quando la sua firma testimonia un atto di vendita di una tenuta. Come per la nascita, il luogo e la data di morte sono ignoti.

## Opere

### Dialogus contra Iudaeos
Il Dialogus contra Iudaeos è un’opera scritta in prosa latina. Il dialogo appartiene e continua una lunga tradizione di letteratura polemica contro gli ebrei le cui origini risalgono alle stesse origini storiche del Cristianesimo. Gli interlocutori, Pietro e Mosè, appartengono a due fedi diverse, rispettivamente quella cristiana e quella ebraica. I due protagonisti discutono ampiamente dei principi e degli insegnamenti veicolati dalle Scritture. Il Dialogus, scritto dopo il battesimo dell’autore, ha l’obiettivo di dimostrare la superiorità della fede cristiana rispetto a quella ebraica e musulmana.

### Disciplina clericalis
La Disciplina clericalis di Pietro Alfonsi è un’opera scritta in prosa latina. È composta da un prologo seguito da 34 sezioni in cui l’autore tratta diversi temi a scopo morale e educativo. L’opera alterna proverbi e sentenze di filosofi (talvolta i filosofi sono anonimi, altre volte c’è un’attribuzione spericolata delle massime, infatti è persino citato Socrate) a exempla morali che spesso nascono dalla richiesta di approfondire un argomento da parte o di un figlio al padre o di un discepolo al maestro. Gli aforismi e i dialoghi riportati hanno una portata universale, dunque, anche se spesso di origine araba, sono accettabili anche dai cristiani. Inoltre, tutte le connotazioni religiose sono sfumate, sempre in modo che gli insegnamenti possano essere condivisi da uomini di religioni diverse.

### Opere scientifiche

#### De dracone

##### Contenuto e obiettivo dell'opera
Il De dracone è un’opera di prosa scritta in arabo e consiste in un trattato di astronomia.
Il titolo è indicativo del contenuto: il “drago” è un termine in questa sede utilizzato per descrivere i nodi ascendenti e discendenti della Luna. Si tratta del concetto di drago celeste, anche noto come jawzahar, di origine indiana. Il “drago” è presentato come diviso in due parti: il capo (caput draconis) rappresenta il punto in cui la Luna incrocia l’orbita del Sole in direzione settentrionale; la coda (cauda draconis) rappresenta il punto in cui la Luna incrocia l’orbita del Sole in direzione meridionale. L’obiettivo del trattato è quello di fornire adeguati strumenti per determinare le posizioni del Sole e della Luna in modo da poter calcolare le eclissi (infatti, l’eclissi può avvenire quando la Luna incrocia l’orbita del Sole). Il sistema adottato consiste nella divisione astronomica in gradi elaborata dagli arabi.

##### Composizione
L’anno e il luogo di composizione sono incerti, ma, se accettiamo come vero che la Disciplina clericalis sia stata scritta in Inghilterra, ci sono buoni motivi per credere che anche il De dracone sia stato composto durante il soggiorno inglese: infatti, in uno dei due manoscritti che riportano il testo completo del De dracone, è presente anche la Disciplina clericalis. Quale che sia il luogo di composizione, si può affermare che sia stato composto prima del tratto di Walcher di Malvern, dunque prima del 1120.

##### Fortuna
L’opera sopravvive in tre manoscritti. Il De dracone costituì un importante ponte tra il sapere scientifico persiano e indiano e il mondo latino. L’opera fu tradotta e commentata in latino da Walcher di Malvern, discepolo di Pietro Alfonsi.

#### Epistola ad Peripateticos

##### Contenuto dell'opera
L’epistola è scritta in prosa in latino ed è indirizzata agli studiosi francesi. Pietro Alfonsi ha l’obiettivo di convincerli della superiorità dell’astronomia come disciplina e, in particolare, della superiorità delle dottrine astronomiche elaborate dagli studiosi arabi. In questa sede propone un elenco differente, rispetto al tradizionale, delle arti liberali ed è lo stesso che aveva già esposto nella Disciplina clericalis. L’autore propone una diminuzione di numero delle arti liberali da sette a sei: infatti, sempre secondo lui, la grammatica (come la retorica) non può essere tra le arti perché diversa da lingua a lingua. Le discipline che dovrebbero appartenere alle arti liberali secondo Pietro Alfonsi sono: la logica, l’aritmetica, la geometria, la medicina, la musica e l’astronomia. Dunque, l’autore inserisce tra le arti liberali la medicina, che non appartiene al settenario normale delle arti e toglie la grammatica e la retorica. Da questo elenco è chiaro che l’autore considera prioritarie le discipline scientifiche, ovvero quelle del quadrivium. L’astronomia è la disciplina che ritiene più importante e, immaginando di rispondere a delle critiche, afferma che lo studio dell’astronomia non dovrebbe intimidire gli studiosi perché non è difficile quanto appare e non contraddice la religione, come si potrebbe pensare.
Alcuni studiosi come Vallicrosa pensano che l’epistola possa essere una sorta di prologo alla traduzione dell’autore delle tavole di al-Khwarizmi. L’incertezza riguardo alla validità di questa ipotesi deriva dal fatto che i due testi sono contenuti in manoscritti diversi.

##### Contesto storico e fortuna
L’epistola ad peripateticos sopravvive in un solo manoscritto: il London, British Library, Arundel 270. L’opera testimonia di un momento importante per gli studiosi europei. Infatti, la scienza stava prendendo una nuova direzione, avvicinandosi ad una scienza che era fiorita in luoghi lontani dall’Europa latina e cristiana.

##### Edizioni
- J. M. M. Vallicrosa, La aportaciòn astronomica de Pedro Alfonso, «Sefarad», 3, 1943, 65-105 (pp. 97–105)
- John Tolan, Petrus Alfonsi and his Medieval Readers Fla, Gainesville, 1993, pp. 164–72

#### Tabulae

##### Contenuto e destinatari dell'opera
Le tavole astronomiche di Pietro Alfonsi sono una traduzione in latino dall’arabo delle tavole di al-Khwarizmi. Alfonsi, nell’opera, si identifica come lo studioso che per primo, con grande lavoro, trasferì sapere arabo, persiano ed egizio in latino perché fosse utile agli studiosi di cultura latina. È possibile notare una continuità tra il De dracone di Pietro Alfonsi e le Tabulae perché la terminologia è pressoché identica.
Della traduzione delle tavole sono giunti fino a noi solo un prologo e i quattro capitoli seguenti. Nel prologo l’autore discute di quanto i corpi celesti influenzino le creature terrestri. In particolar modo si concentra sul moto del Sole da un equinozio all’altro e sulla traiettoria della Luna che influenza le maree, i venti e la vita umana in generale. Il primo capitolo dopo il prologo tratta dell’anno e dei mesi lunari, e in questa parte è possibile notare l’influenza dello spagnolo sull’arabo nella denominazione dei mesi; per esempio, scrive “sahben” invece di sha’ban. Il secondo capitolo tratta dei mesi e dell’anno persiano e del modo di determinare i giorni della settimana. Gli ultimi due capitoli riguardano l’anno e i mesi latini e egiziani.[6] Questi quattro capitoli sono ciò che ci rimane dell’opera e il loro ordine di esposizione coincide con l’ordine degli argomenti delle tavole di al-Khwarizmi.

##### Composizione e fortuna
È molto probabile che l’autore abbia composto le tavole durante il suo soggiorno in Inghilterra, ovvero nel periodo in cui le usò per insegnare astronomia. In particolare, Burnett individua come data d’inizio composizione il 1116.
L’opera giunge a noi in due manoscritti entrambi del XII secolo. Uno di questi, il manoscritto London, Lambeth Palace Library 67, è stato copiato in un monastero benedettino (Bury St. Edmunds), mentre l’altro (Oxford Corpus Christi College 283) riporta delle annotazioni che fanno riferimento ai monasteri benedettini di Winchester e di Canterbury. Dunque, possiamo affermare che il lavoro di Pietro Alfonsi fosse presto diffuso nella rete benedettina inglese.
La traduzione delle tavole di al-Khwarizmi incoraggiò un movimento di ricerca e traduzione di testi matematici e astronomici che portò a risultati straordinari di riforma delle materie scientifiche nel XII secolo. Il primo autore a commentare in latino le tavole dopo Pietro Alfonsi fu proprio Walcher di Malvern, nella cui opera è possibile notare l’influenza significativa del suo maestro. Recenti analisi hanno dimostrato che entrambi gli autori hanno lavorato sullo stesso manoscritto arabo, ma in modo indipendente.

##### Edizioni
- O. Neugebauer, The Astronomical Tables of al-Khwarizmi, Traslation with Commentaries of the Latin Version edited by H. Suter supplemented by Corpus Christi College MS 283, Historisk-filosofiske Skrifter udgivet af Det Kongelige Danske Videnskabernes Selskab 4:2, Copenhagen, 1962
- C. Stuart, F. Burnett, The Works of Petrus Alfonsi: Questions of Authenticity in «Medium aevum» 66, 1997, 42-79: 63-67